# Chinesisch-osttimoresische Beziehungen
Die Volksrepublik China und Osttimor unterhalten freundschaftliche Beziehungen. China war bei Wiederherstellung der Unabhängigkeit Osttimors am 20. Mai 2002 der erste Staat, der das südostasiatische Land anerkannte.

## Geschichte

Chinesischer Tempel in Dili (1901)

Der chinesische Beamte für Überseehandel, Zhao Rukuo, nannte Timor im Jahr 1225 einen Ort, der reich an Sandelholz sei. Der Sandelholzbaum (Santalum album) findet sich nicht nur auf Timor, sondern auch auf verschiedenen Pazifikinseln, Madagaskar, Australien und in Indien, doch lieferten nur Timor, Sumba und Solor die höchste Qualität von weißem Sandelholz. Eine antike Bronzetrommel der Dong-Son-Kultur aus dem heutigen Vietnam und Südchina, die man in Osttimor fand, belegt Kontakte zwischen den Regionen, die 2000 Jahre alt sein könnten. Über Jahrhunderte waren chinesische Händler die einzigen Ausländer, die auch in das Innere Timors vordrangen. Die chinesischen Händler verschwanden nur zwischen 1368 und 1405 aufgrund der selbstgewählten Isolation Chinas von der Außenwelt. Selbiges geschah von 1550 bis 1567, als China ein zweites Mal seinen Händlern den Außenhandel verbot. In dieser Zeit übernahmen zunächst die Portugiesen die Handelswege zwischen dem Reich der Mitte und Timor. Ab dem 17. Jahrhundert dominierten wieder die Chinesen den Handel, selbst zwischen den beiden portugiesischen Kolonien Macau und Portugiesisch-Timor, so dass der Handel für Portugal unprofitabel wurde. Immer mehr Chinesen ließen sich auch auf Timor nieder und bildeten so eine einflussreiche Minderheit, die noch heute existiert. Während der japanischen Besetzung Timors war die chinesische Bevölkerung besonders von Repressalien betroffen.
Die Volksrepublik China war einer von zwölf Staaten, die bereits die am 28. November 1975 ausgerufene Demokratische Republik Osttimor anerkannten. China unterstützte Osttimor auch gegen die indonesische Besetzung, die nur neun Tage nach der Ausrufung der Unabhängigkeit folgte. Versuche Chinas, den osttimoresischen Widerstand mit Waffen zu versorgen, scheiterten allerdings. Nach dem Tod Mao Zedongs 1976 sank das Engagement der Volksrepublik für Osttimor und endete 1978 fast völlig. Inoffizielle Kontakte durch Einzelpersonen blieben bestehen, so hielt zum Beispiel Marí Alkatiri über Hongkong und seine Auslandsvertretungen Kontakt zur Volksrepublik. 1997 war Alkatiri sogar als Gast der chinesischen Regierung bei der Zeremonie zur Übergabe Hongkongs an China anwesend. Finanzielle Hilfen für den timoresischen Widerstand wurden über chinesische Geschäftsleute weitergeleitet. Große Teile der chinesischen Bevölkerung flohen aus Timor nach Australien, wo viele von ihnen noch heute leben.

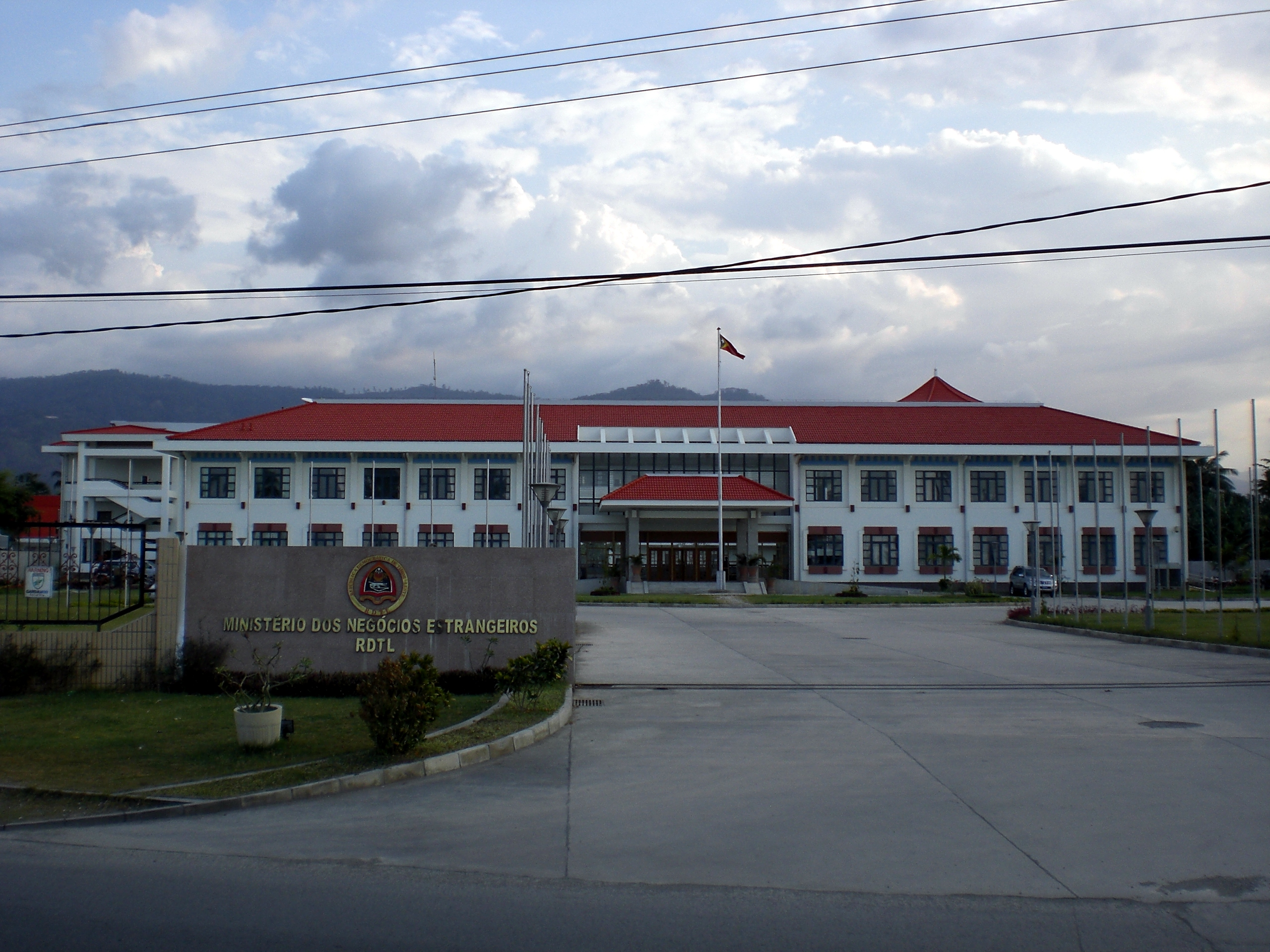
Gebäude des Außenministeriums in Dili

Seit der UN-Verwaltung und der erneuten Unabhängigkeit Osttimors 2002 ist die Volksrepublik einer der wichtigsten Partner des Landes. Sie war auch der erste Staat, der mit Osttimor 2002 offiziell diplomatische Beziehungen aufnahm. Seit Januar 2000 entsendet China regelmäßig innerhalb von UN-Missionen Sicherheitskräfte, die Osttimor bei seiner Stabilisierung helfen. Neben Handelsbeziehungen wird auch auf militärischer und kultureller Ebene zusammengearbeitet. So lieferte China Uniformen für die timoresischen Streitkräfte, Patrouillenboote, bildet Bauern, Beamte, Soldaten und Polizisten aus, entsendet medizinische Teams und Sicherheitskräfte, lädt timoresische Studenten ein und finanzierte den Bau des Präsidentenpalastes, des Außenministeriums in Dili und vom Armeehauptquartier. Auch den Bau der ersten osttimoresischen Autobahn von Suai nach Beaco führen chinesische Firmen durch.
Macau nutzt die Volksrepublik China allgemein für ihre Handelsbeziehungen zu den portugiesischsprachigen Ländern. Hier wirken die historischen und kulturellen Verbindungen.
Neben der einheimischen chinesischen Minderheit arbeiten einige Tausend Bürger der Volksrepublik in Osttimor. Als Interessenvertretung der Chinesen in Osttimor dient die Associação Comercial da Comunidade Chinesa Timorense (ACCCTO), die am 22. Oktober 1912 gegründet wurde. In Dili gibt es einen chinesischen Friedhof und einen chinesischen Tempel.
Die Osttimoresen in China sind hauptsächlich Studenten.

## Diplomatie

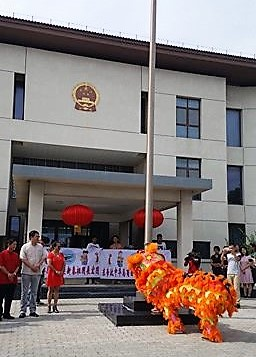
Chinesisches Neujahrsfest 2018 an der Botschaft in Dili

Die chinesische Botschaft in Dili wurde 2002 eröffnet. Sie befindet sich an der Avernida de Portugal in Kampung Alor.
Im Dezember 2004 eröffnete Charge d’affairs Leonor Cardoso Mendes Mota die Botschaft Osttimors in Peking.
Osttimor bekennt sich zur Ein-China-Politik. Taiwanesische Versuche, mit Osttimor Beziehungen zu knüpfen, trafen auf harten Widerstand durch die Volksrepublik, so bei der Eröffnung eines taiwanesischen Handels- und Kulturbüros in Dili und einem Besuch einer taiwanesischen Delegation im Frühjahr 2006.

## Wirtschaft

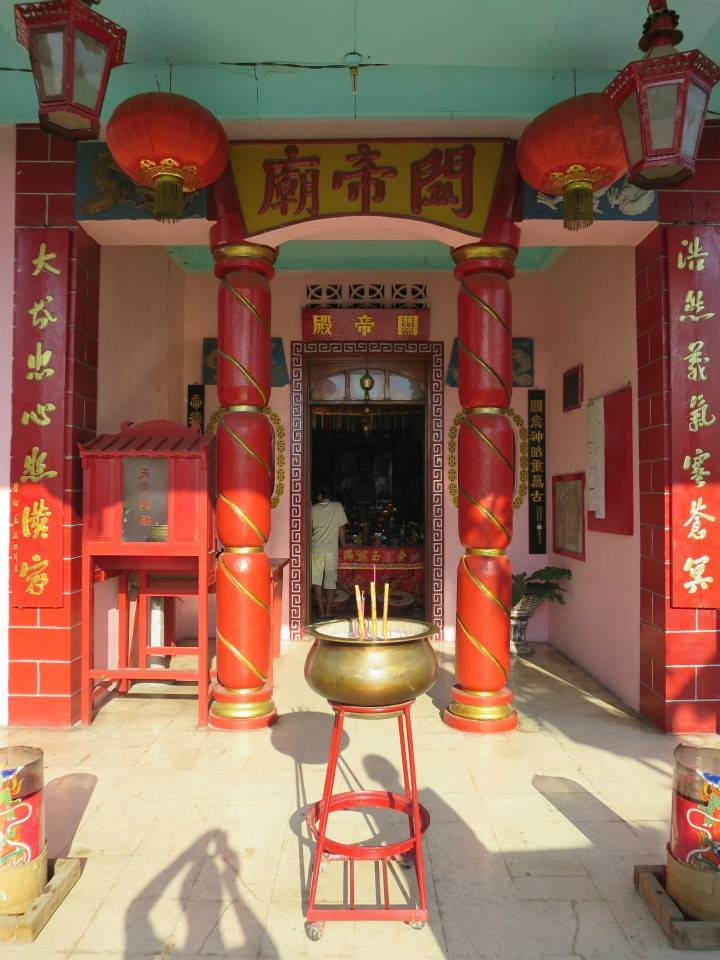
Guandi-Tempel (Dili)

Laut dem Statistischen Amt Osttimors hatten die Importe nach Osttimor aus der Volksrepublik China einen Warenwert von 65.157.000 US-Dollar, womit China auf Platz 4 der Herkunftsländer steht. Auf Platz 2 steht das getrennt aufgeführte Hongkong mit Waren im Wert von 78.643.000 US-Dollar, davon allein Diesel im Wert von 62.344.579 US-Dollar und Flugbenzin für 1.134.228 US-Dollar. Aus der Volksrepublik kommen zum Beispiel Zement, Gebäudeteile und Geräte.
Aus Osttimor gingen in die Volksrepublik 2018 Waren im Wert von 2.187.000 US-Dollar (Platz 5 der Zielländer) und nach Hongkong Waren im Wert von 19.000 US-Dollar (Platz 22). China liegt auf Platz 16 der Abnehmer osttimoresischen Kaffees mit 57.600 kg Kaffee im Wert von 66.528 US-Dollar. Zudem gab es von Osttimor in die Volksrepublik Re-Exporte in Höhe von 379.000 US-Dollar (Platz 7).
Aus Taiwan importierte Osttimor 2018 Waren im Wert von 1.960.000 US-Dollar (Platz 18), darunter Dieselkraftstoff, Autozubehör und Elektronik. Kaffee im Wert von 347.760 US-Dollar gingen von Osttimor nach Taiwan. Zudem gab es Re-Exporte für 28.000 US-Dollar.